# Чтение манифеста
«Чтение манифеста» (также «Чтение манифеста (Освобождение крестьян)») — картина российского художника Бориса Кустодиева, написанная им в двух вариантах, в 1907 и 1909 годах.

## Описание
Картина под названием «Чтение манифеста (Освобождение крестьян)», посвящённая возвещению императором Александром II манифеста об отмене крепостного права, была написана Кустодиевым в 1907 году для издания «Картины по русской истории», подготовленного Иосифом Кнебелем. В 1909 году Кустодиев создал вариант-повторение, озаглавленный просто «Чтение манифеста». Данная работа хранилась в коллекции Ивана Морозова, затем поступила в Государственный музейный фонд, откуда в 1926 году была передана в Нижегородский государственный художественный музей.

## Композиция

«Чтение манифеста (Освобождение крестьян)», Б.М. Кустодиев, 1907

Оригинал — 59,5 x 80,5 см, темпера на бумаге. Вариант-повторение — 58 x 80 см, темпера на бумаге.
Чиновник в нарядном мундире и широком плаще зачитывает крестьянам манифест, подписанный Александром II и предназначенный для рассылки по всем губерниям. Приехав в этот уезд, господин оставил шубу из чернобурки в санях, у которых его ожидает сопровождающий в поездке пристав. Перед чиновником и собравшейся за ним знатью на крыльце богатого дома с колоннами стоят и слушают его речь крепостные крестьяне, снявшие в покорности с голов свои шапки. Вокруг стоит морозная дымка, а деревья подернуты инеем. Несмотря на поворотный момент в судьбе двух десятков миллионов крепостных, на этой редкой для Кустодиева картине на политическую тему ощущается не ликование, а только лишь растерянность. Не видно и лиц нищих, одетых в лохмотья крестьян, однако можно понять, что они не обрадованы грамотой и не ждут милости от царя.